# Onofri (famiglia)
La famiglia Onofri è originaria di San Ginesio.

## Storia
La prima attestazione risale al XV secolo da un signore di nome Onofrio che nel 1412 assunse, per conto della comunità ginesina, il governo 
di Rocca Colonnalta come castellano e comandante militare. Il 30 luglio del 1581 la famiglia incontra le radici della famiglia Benucci, famiglia di un elevato prestiglio con incarichi nella città di Ferrara, tramite il matrimonio tra Giovanni Bernardino Onofri e Fiordalisa Benucci, figlia di Pierfrancesco Benucci. Nel 1566 gli Onofri si uniscono ai ginesini Carfagna e ai Da Moroso.
Alla fine del XVI secolo la famiglia risulta iscritta alla nobiltà ginesina e in relazione con le altre famiglie di pari grado. Il gesuita Giulio Onofri, fratello di Felice Onofri, tornando da Avignone dove fu seguito dal cardinale Alessandro Farnese, donò a San Ginesio la reliquia del suo santo.
Le prime attestazioni documentarie in archivio risalgono ad Ottavio Onofri. Nel XVII secolo e XV III secolo, gli Onofri si unirono ai Varanelli, Bevilacqua e Passari, altra importante famiglia ginesina. Nato Domenico Onofri, la famiglia si dedicò ad attività militari e giuridiche, con incarichi di prestigio in diverse città, quali Podestà, uditori della Sacra Rota e luogotenenti. Emblematica è la vicenda relativa all’eredità di Felice Marcucci che, grazie ad un suo intervento, viene assegnata a Filippo Maria Onofri, dando origine ad una lunga causa con gli altri eredi. 
Domenico Onofri (6 agosto 1751 - 30 dicembre 1821) fu il secondo personaggio più rilevante 
della famiglia. Con lui, che ottiene il titolo di conte di San Benedetto di Valle Mestre nel 1795, la famiglia si occupò di studi letterali e di rendita. Dalle carte risulta particolarmente attento all’amministrazione dei suoi beni, meno alla carriera e alle pubbliche attività, pur ricoprendo incarichi nelle fasi di passaggio complesse del periodo francese. Un ramo della famiglia fu attestato in Umbria, a Nocera Umbra e a Bevagna. Tale legame trova conferma in un diploma dei Priori e Gonfalonieri di Nocera del 1786, con cui concedono a Domenico Onofri il patriziato nucerino. 
Il legame tra la famiglia Onofri e la famiglia Olivieri risale alla fine del IX secolo, con il matrimonio tra Maria Onofri, figlia 
del Conte Luigi, e Nicola Olivieri, nonni dell’attuale proprietario dell’archivio.

## Albero genealogico
Famiglia Onofri
|                  |                  |                       |                                                                | | |                                                           |                                                           |                                                            |                                                            |                                                                                                  | |                                                   |                                                                                           |                                                                                           |                                                             |                                                         |                                                                                   |                                                                                   |                     |                                                        |                                                        |                     |                   |                   |
|                  |                  |                       |                                                                | | |                                                           |                                                           |                                                            |                                                            |                                                                                                  | | ?                                                 |                                                                                           |                                                                                           |                                                             |                                                         |                                                                                   |                                                                                   |                     |                                                        |                                                        |                     |                   |                   |
|                  |                  |                       |                                                                | | |                                                           |                                                           |                                                            |                                                            |                                                                                                  | |                                                   |                                                                                           |                                                                                           |                                                             |                                                         |                                                                                   |                                                                                   |                     |                                                        |                                                        |                     |                   |                   |
|                  |                  |                       |                                                                | | |                                                           |                                                           |                                                            |                                                            |                                                                                                  | |                                                   |                                                                                           |                                                                                           |                                                             |                                                         |                                                                                   |                                                                                   |                     |                                                        |                                                        |                     |                   |                   |
|                  |                  |                       |                                                                | | |                                                           |                                                           |                                                            | Onofrio Onofri XV secolo, capostipite riconosciuto         | Onofrio Onofri XV secolo, capostipite riconosciuto                                               | |                                                   | ?                                                                                         | ?                                                                                         | ?                                                           | ?                                                       |                                                                                   |                                                                                   |                     |                                                        |                                                        |                     |                   |                   |
|                  |                  |                       |                                                                | | |                                                           |                                                           |                                                            |                                                            |                                                                                                  | |                                                   |                                                                                           |                                                                                           |                                                             |                                                         |                                                                                   |                                                                                   |                     |                                                        |                                                        |                     |                   |                   |
|                  |                  |                       |                                                                | | |                                                           |                                                           |                                                            |                                                            |                                                                                                  | |                                                   |                                                                                           |                                                                                           |                                                             |                                                         |                                                                                   |                                                                                   |                     |                                                        |                                                        |                     |                   |                   |
|                  |                  |                       |                                                                | | |                                                           |                                                           |                                                            | Angelone Onofri XVI secolo, sposato                        | Angelone Onofri XVI secolo, sposato                                                              | |                                                   | Giacomo Onofri XVI secolo, capostipite della seconda casata. Rimasto vedovo sposa Ginevra | Giacomo Onofri XVI secolo, capostipite della seconda casata. Rimasto vedovo sposa Ginevra | Virgilio Onofri sp. Chiara Carfagna il 10 febbraio 1566     | Virgilio Onofri sp. Chiara Carfagna il 10 febbraio 1566 |                                                                                   |                                                                                   |                     |                                                        |                                                        |                     |                   |                   |
|                  |                  |                       |                                                                | | |                                                           |                                                           |                                                            |                                                            |                                                                                                  | |                                                   |                                                                                           |                                                                                           |                                                             |                                                         |                                                                                   |                                                                                   |                     |                                                        |                                                        |                     |                   |                   |
|                  |                  |                       |                                                                | | |                                                           |                                                           |                                                            |                                                            |                                                                                                  | |                                                   |                                                                                           |                                                                                           |                                                             |                                                         |                                                                                   |                                                                                   |                     |                                                        |                                                        |                     |                   |                   |
|                  |                  |                       |                                                                | | |                                                           |                                                           | Giovanni Bernardino Onofri sp. Fiordalisa Benucci nel 1581 | Giovanni Bernardino Onofri sp. Fiordalisa Benucci nel 1581 | Antonio Maria Onofri sp. Livia Benucci nel 1573                                                  | Antonio Maria Onofri sp. Livia Benucci nel 1573                                                                 | Felice Onofri sp. Maurizia da Moroso nel 1566     | Felice Onofri sp. Maurizia da Moroso nel 1566                                             | Giulio Onofri gesuita                                                                     | Giulio Onofri gesuita                                       |                                                         |                                                                                   |                                                                                   |                     |                                                        |                                                        |                     |                   |                   |
|                  |                  |                       |                                                                | | |                                                           |                                                           |                                                            |                                                            |                                                                                                  | |                                                   |                                                                                           |                                                                                           |                                                             |                                                         |                                                                                   |                                                                                   |                     |                                                        |                                                        |                     |                   |                   |
|                  |                  |                       |                                                                | | |                                                           |                                                           |                                                            |                                                            |                                                                                                  | |                                                   |                                                                                           |                                                                                           |                                                             |                                                         |                                                                                   |                                                                                   |                     |                                                        |                                                        |                     |                   |                   |
|                  |                  |                       |                                                                | Ottavio Onofri sp. Minerva Vannarelli intorno al 1616-1618, uditore generale dello Stato di Posi, dottore in utriusque | Ottavio Onofri sp. Minerva Vannarelli intorno al 1616-1618, uditore generale dello Stato di Posi, dottore in utriusque | Vittoria Onofri ?                                         | Vittoria Onofri ?                                         | Giuseppe Onofri ?                                          | Giuseppe Onofri ?                                          | Camillo Onofri sp. Olimpia Tamburelli il 15 luglio 1570                                          | Camillo Onofri sp. Olimpia Tamburelli il 15 luglio 1570                                                         | Orazio Onofri gesuita al servizio di papa Paolo V | Orazio Onofri gesuita al servizio di papa Paolo V                                         | Fiordalisa Onofri sp. Ulisse dei conti Cerri di San Ginesio                               | Fiordalisa Onofri sp. Ulisse dei conti Cerri di San Ginesio | Prassede Onofri ?                                       | Prassede Onofri ?                                                                 | Maria Onofri ?                                                                    | Maria Onofri ?      | Geronima Onofri moglie di Nicola Porcelli di Tolentino | Geronima Onofri moglie di Nicola Porcelli di Tolentino |                     |                   |                   |
|                  |                  |                       |                                                                | | |                                                           |                                                           |                                                            |                                                            |                                                                                                  | |                                                   |                                                                                           |                                                                                           |                                                             |                                                         |                                                                                   |                                                                                   |                     |                                                        |                                                        |                     |                   |                   |
|                  |                  |                       |                                                                | | |                                                           |                                                           |                                                            |                                                            |                                                                                                  | |                                                   |                                                                                           |                                                                                           |                                                             |                                                         |                                                                                   |                                                                                   |                     |                                                        |                                                        |                     |                   |                   |
|                  |                  |                       | Cavalier Giovanni Giuseppe Onofri ?-1708, sp. Settimia Passari | Cavalier Giovanni Giuseppe Onofri ?-1708, sp. Settimia Passari                                                         | Vittoria Onofri sp. Stanislao Bevilacqua nel 1653                                                                      | Vittoria Onofri sp. Stanislao Bevilacqua nel 1653         |                                                           |                                                            |                                                            | ?                                                                                                | ? |                                                   |                                                                                           |                                                                                           |                                                             |                                                         |                                                                                   |                                                                                   |                     |                                                        |                                                        |                     |                   |                   |
|                  |                  |                       |                                                                | | |                                                           |                                                           |                                                            |                                                            |                                                                                                  | |                                                   |                                                                                           |                                                                                           |                                                             |                                                         |                                                                                   |                                                                                   |                     |                                                        |                                                        |                     |                   |                   |
|                  |                  |                       |                                                                | | |                                                           |                                                           |                                                            |                                                            |                                                                                                  | |                                                   |                                                                                           |                                                                                           |                                                             |                                                         |                                                                                   |                                                                                   |                     |                                                        |                                                        |                     |                   |                   |
| Ottavio Onofri ? | Ottavio Onofri ? | Giulio Onofri ?       | Giulio Onofri ?                                                | Felice Onofri ? | Felice Onofri ? | Domenico Antonio Onofri 1661-1741 sp. Anna Lucrezia Barbi | Domenico Antonio Onofri 1661-1741 sp. Anna Lucrezia Barbi |                                                            |                                                            | Vescovo Felice Tamburelli (1590-1656)                                                            | Vescovo Felice Tamburelli (1590-1656)                                                                           |                                                   |                                                                                           |                                                                                           |                                                             |                                                         |                                                                                   |                                                                                   |                     |                                                        |                                                        |                     |                   |                   |
|                  |                  |                       |                                                                | | |                                                           |                                                           |                                                            |                                                            |                                                                                                  | |                                                   |                                                                                           |                                                                                           |                                                             |                                                         |                                                                                   |                                                                                   |                     |                                                        |                                                        |                     |                   |                   |
|                  |                  |                       |                                                                | | |                                                           |                                                           |                                                            |                                                            |                                                                                                  | |                                                   |                                                                                           |                                                                                           |                                                             |                                                         |                                                                                   |                                                                                   |                     |                                                        |                                                        |                     |                   |                   |
|                  |                  | Luigi Onofri canonico | Luigi Onofri canonico                                          | Minerva Antonia Onofri sp. il notaio Cornelio Vannarelli                                                               | Minerva Antonia Onofri sp. il notaio Cornelio Vannarelli                                                               | Giovanni Giuseppe Onofri canonico                         | Giovanni Giuseppe Onofri canonico                         | Venanzo Onofri ?                                           | Venanzo Onofri ?                                           | Filippo Maria Onofri (1 settembre 1703-19 agosto 1769), sp. Margherita Dionisi il 29 aprile 1738 | Filippo Maria Onofri (1 settembre 1703-19 agosto 1769), sp. Margherita Dionisi il 29 aprile 1738                |                                                   |                                                                                           |                                                                                           |                                                             |                                                         |                                                                                   |                                                                                   |                     |                                                        |                                                        |                     |                   |                   |
|                  |                  |                       |                                                                | | |                                                           |                                                           |                                                            |                                                            |                                                                                                  | |                                                   |                                                                                           |                                                                                           |                                                             |                                                         |                                                                                   |                                                                                   |                     |                                                        |                                                        |                     |                   |                   |
|                  |                  |                       |                                                                | | |                                                           |                                                           |                                                            |                                                            |                                                                                                  | |                                                   |                                                                                           |                                                                                           |                                                             |                                                         |                                                                                   |                                                                                   |                     |                                                        |                                                        |                     |                   |                   |
|                  |                  |                       | Teresa Onofri sp. Rinaldo Passari Camilli                      | Teresa Onofri sp. Rinaldo Passari Camilli                                                                              | Anna Maria Serafina Onofri ?                                                                                           | Anna Maria Serafina Onofri ?                              | Ginevra Onofri ?                                          | Ginevra Onofri ?                                           | Marianna Onofri ?                                          | Marianna Onofri ?                                                                                | Giovanna Battista Onofri ?                                                                                      | Giovanna Battista Onofri ?                        | Maria Vittoria Onofri ?                                                                   | Maria Vittoria Onofri ?                                                                   | Serafina Pacifica Onofri ?                                  | Serafina Pacifica Onofri ?                              | Conte Domenico Onofri (6 agosto 1751–30 dicembre 1821) sp. Caterina Pini nel 1801 | Conte Domenico Onofri (6 agosto 1751–30 dicembre 1821) sp. Caterina Pini nel 1801 |                     |                                                        |                                                        |                     |                   |                   |
|                  |                  |                       |                                                                | | |                                                           |                                                           |                                                            |                                                            |                                                                                                  | |                                                   |                                                                                           |                                                                                           |                                                             |                                                         |                                                                                   |                                                                                   |                     |                                                        |                                                        |                     |                   |                   |
|                  |                  |                       |                                                                | | |                                                           |                                                           |                                                            |                                                            |                                                                                                  | |                                                   |                                                                                           |                                                                                           |                                                             |                                                         |                                                                                   |                                                                                   |                     |                                                        |                                                        |                     |                   |                   |
|                  |                  |                       |                                                                | | |                                                           |                                                           |                                                            |                                                            |                                                                                                  | Luigi Onofri ?                                                                                                  | Luigi Onofri ?                                    | Filippo Onofri ?                                                                          | Filippo Onofri ?                                                                          | Giuseppe Onofri ?                                           | Giuseppe Onofri ?                                       | Onofrio Onofri ?                                                                  | Onofrio Onofri ?                                                                  | Margherita Onofri ? | Margherita Onofri ?                                    | Bernardino Onofri ?                                    | Bernardino Onofri ? | Marianna Onofri ? | Marianna Onofri ? |
|                  |                  |                       |                                                                | | |                                                           |                                                           |                                                            |                                                            |                                                                                                  | |                                                   |                                                                                           |                                                                                           |                                                             |                                                         |                                                                                   |                                                                                   |                     |                                                        |                                                        |                     |                   |                   |
|                  |                  |                       |                                                                | | |                                                           |                                                           |                                                            |                                                            |                                                                                                  | |                                                   |                                                                                           |                                                                                           |                                                             |                                                         |                                                                                   |                                                                                   |                     |                                                        |                                                        |                     |                   |                   |
|                  |                  |                       |                                                                | | |                                                           |                                                           |                                                            |                                                            |                                                                                                  | Maria Onofri sp. Nicola Olivieri intorno alla fine del IX secolo, nonni dell'attuale proprietario dell'archivio |                                                   |                                                                                           |                                                                                           |                                                             |                                                         |                                                                                   |                                                                                   |                     |                                                        |                                                        |                     |                   |                   |
|                  |                  |                       |                                                                | | |                                                           |                                                           |                                                            |                                                            |                                                                                                  | |                                                   |                                                                                           |                                                                                           |                                                             |                                                         |                                                                                   |                                                                                   |                     |                                                        |                                                        |                     |                   |                   |
|                  |                  |                       |                                                                | | |                                                           |                                                           |                                                            |                                                            |                                                                                                  | |                                                   |                                                                                           |                                                                                           |                                                             |                                                         |                                                                                   |                                                                                   |                     |                                                        |                                                        |                     |                   |                   |
|                  |                  |                       |                                                                | | |                                                           |                                                           |                                                            |                                                            |                                                                                                  | fine dinastia Unione Onofri-Olivieri                                                                            |                                                   |                                                                                           |                                                                                           |                                                             |                                                         |                                                                                   |                                                                                   |                     |                                                        |                                                        |                     |                   |                   |

## Stemma
Monte a 3 cime di oro uscente dalla punta sormontato da una cometa posta in palo affiancata da 2 stelle a 8 raggi tutto di oro su azzurro